# Witold Heretyński

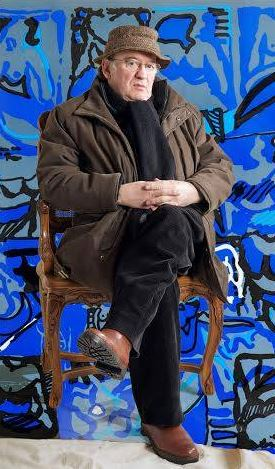
Witold Heretyński – portret na tle prac malarza.

Witold Heretyński (ur. 10 października 1944 w Roubaix, zm. 15 sierpnia 2013 w Villeneuve-Loubet) – francuski malarz i aktor epizodyczny polskiego pochodzenia.

## Życiorys
Niemal całe życie spędził w Roubaix – mieście, które kochał i w którego życiu brał czynny udział. Jego pasją było malarstwo, ale zagrał też w kilku rolach epizodycznych, między innymi w filmie Andrzeja Żuławskiego „Moje noce są piękniejsze niż wasze dni” – pojawia się w jednej z pierwszych scen – gra mężczyznę walczącego z kobietą na ulicy. Witold Heretyński jest współautorem wystroju stacji metra Jean-Jaurès w metropolii Lille.

## Filmografia
- 2005 – Emmenez-Moi(inne języki) – właściciel baru
- 2002 – La Surface de réparation[3] – właściciel sklepu z tytoniem
- 1999 – Rien à faire[4] – Jojo
- 1998 – Les Rives du paradis[5] – Komendant
- 1998 – La Femme du veuf[6] – Jean
- 1998 – Chacun Pour Soi[7] – Ojciec Thierriego
- 1997 – Matematyka, miłość i seks[8] (C’est la tangente que je préfère) – Petr
- 1989 – Moje noce są piękniejsze niż wasze dni[9] (Mes nuits sont plus belles que vos jours) – mężczyzna walczący z kobietą na ulicy

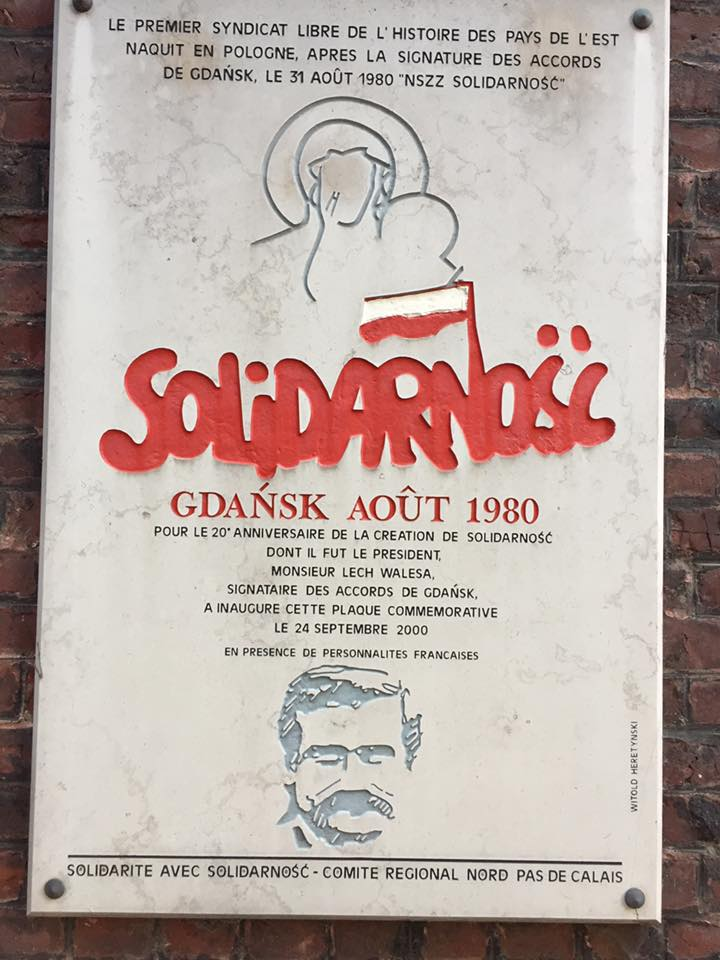
Tablica pamiątkowa na fasadzie Kościoła w Roubaix autorstwa Witolda Heretyńskiego.